# Dönnie
Dönnie ist ein Ortsteil der Gemeinde Süderholz im Landkreis Vorpommern-Rügen in Mecklenburg-Vorpommern. Dönnie liegt rund fünf Kilometer südlich von Grimmen. Nördlich von Dönnie verläuft die Bundesautobahn 20 und östlich die Bahnstrecke Berlin–Stralsund, deren nächster Haltepunkt sich im rund zwei Kilometer südöstlich gelegenen Rakow befindet.
Erstmals erwähnt wurde der Ort 1289 als Donyn in einer Urkunde der Herzöge Bogislaw IV., Barnim II. und Otto I. von Pommern, in der diese das gesamte Dorf einschließlich der Gerichtsbarkeit ins Eigentum des Klosters Stolpe übertrugen.
Bald entwickelte sich die Geschichte des Ortes parallel mit dem Gut. 1322 soll ein Rittergeschlecht Schure oder Schore Einkünfte in Dönnie gehabt haben. Dann folgen die von Schmalensee. Dönnie gehörte zur Vogtei Loitz, zusammen mit Boltenhagen. In jener Vogtei saß Nicolaus de Exse als Vasall. Die Schmalensee leisteten Kriegsdienstpflichten, Hans von Schmalensee-Dönnie stellte zwei Pferde für den Landesherrn. Gregorius von Schmalensee war Landrat, Michel Gustav von Schmalensee holländischer Capitän (Hauptmann). Die Genealogie derer von Schmalensee nennt früh eine Familienlinie Dönnie(r). Hier ist nochmals ein Hans, gestorben 1619, zu nennen.
Friedrich Freiherr von der Lancken-Wakenitz übernahm im Jahre 1838 von seinem mütterlichen Oheim Karl Wilhelm von Wakenitz die Güter Boltenhagen und Dönnie als Majorat. Lancken-Wakenitz (1824–1866) war verheiratet mit Marie Johanne von Dyke. Dönnie war Anfang des 20. Jahrhunderts Sitz der von Wakenitz’schen Familienstiftung, 192 ha in Adlig Boltenhagen sowie das Rittergut Dönnie mit 588 ha. Die Gutsteile wurden nicht mehr selbst betrieben und waren verpachtet. Das letztmals 1939 amtlich publizierte Pommersche Güter-Adressbuch benennt zu Dönnie zwei Gutsbesitzer. Für das Waldgut Dönnie mit 80 ha war Malte Freiherr von der Lancken-Wakenitz auf Burg Klevenow zuständig. das Rittergut Dönnie gehörte Hans August Wallmüller, Oberleutnant a. D., Herr auf 428 ha. Hinzu kommen die Höfe der Familien W. Schabow (Dönnie II), K. Schomburg, H. und G. Fließner, im Mittelwert um die 25 ha Fläche.